# Lizumer Reckner
Lizumer Reckner – szczyt w grupie górskiej Tuxer Alpen, w Alpach Wschodnich. Leży w Austrii, w kraju związkowym Tyrol. Na północny zachód leży Junsjoch, a na północny wschód Rosenjoch i Klamjoch. Najbliżej położona miejscowość to Tux. Na szczyt można dostać się ze schroniska Lizumer Hütte (2019 m).